# Touit melanonotus
Touit melanonotus là một loài chim trong họ Psittacidae.